# Anna (Ohio)
Anna – wieś w USA, w stanie Ohio, w hrabstwie Shelby.

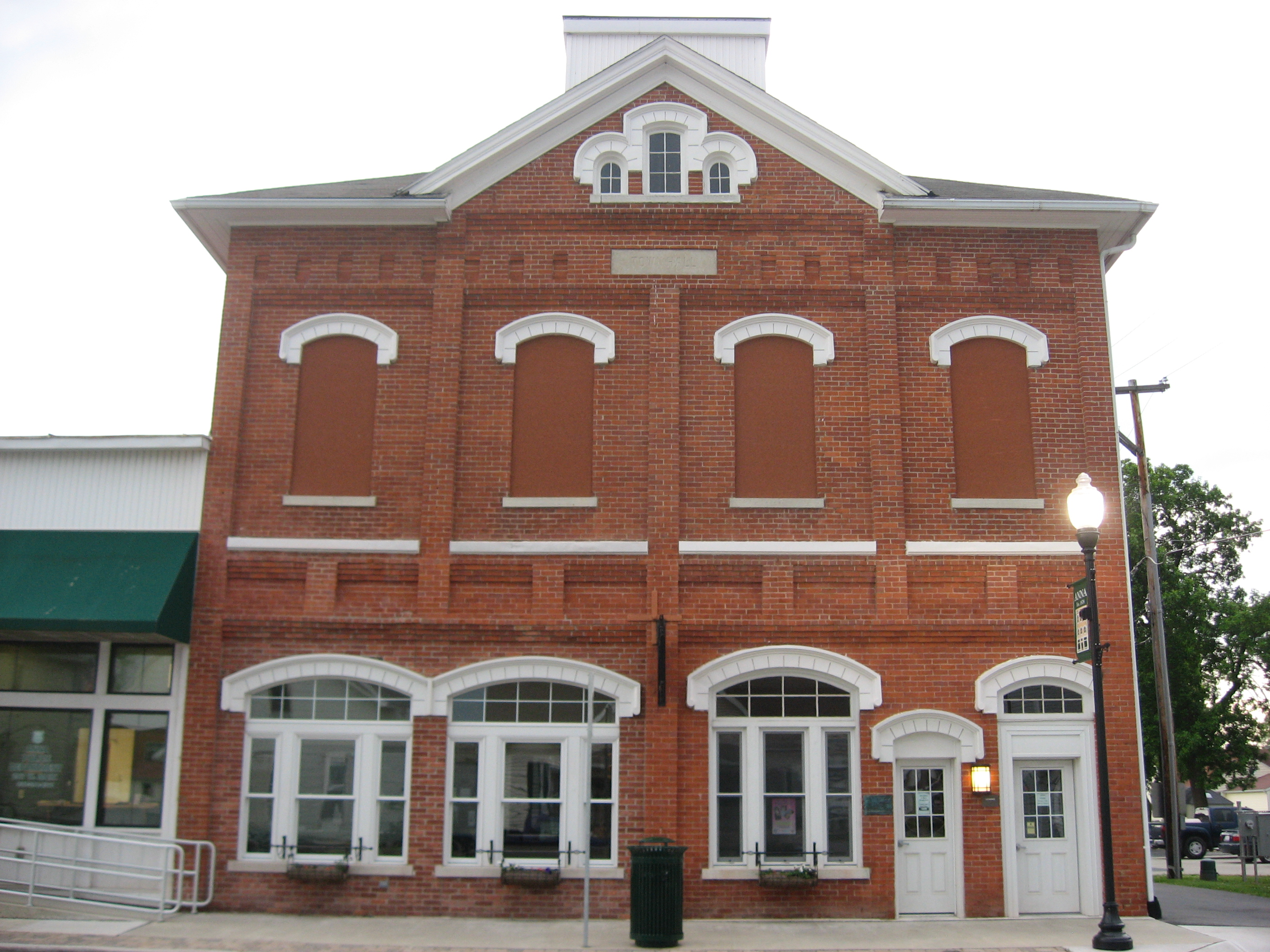
Anna - ratusz

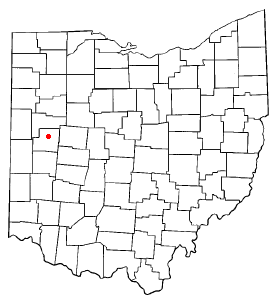
Anna na planie stanu Ohio

W roku 2010, 33,4% mieszkańców było w wieku poniżej 18 lat, 7,2% było w wieku od 18 do 24 lat, 30,5% było od 25 do 44 lat, 21,9% było od 45 do 64 lat, a 7,1% było w wieku 65 lat lub starszych. We wsi było 48,4% mężczyzn i 51,6% kobiet.
Liczba mieszkańców wsi w 2010 roku wynosiła 1 567, a w 2012 wynosiła 1552.